# Matija Vlačić Ilirik
Matija Vlačić Ilirik (lat. Matthias Flacius Illyricus) (Labin, 3. ožujka 1520. – Frankfurt na Majni, 11. ožujka, 1575.), bio je hrvatski protestantski teolog, crkveni povjesničar, filozof i filolog.

## Životopis
Matija Vlačić Ilirik rođen je u Labinu 1520. godine. Njegova obitelj nosila je i prezime Franković, a i Matija se je njime služio u početku po svojim europskim putovanjima. Školovao se u Veneciji i Njemačkoj, a 1544. godine na Wittenberškom protestantskom sveučilištu postaje magistar slobodnih umijeća, te profesor hebrejskog jezika. Već tada je bliski suradnik Luthera i Melanchthona, a od 1549. godine otvoreno istupa kao idejni pokretač borbe protiv pape, cara te pomirljive struje Melanchthona i njegovih pristaša, zbog čega je često proganjan, a sam Melanchthon nazvao ga je "ilirskom zmijom". Napisao je oko 200 radova od kojih su mnogi ostali neobjavljeni. Glavni je organizator i jedan od urednika monumentalne Crkvene povijesti (Ecclesiastica historia, Basel, 1559. – 1574.), poznate i pod naslovom "Magdeburške centurije" (Centuriae Magdeburgenses). U tom djelu daje se kritička povijest kršćanstva, s elementima opće povijesti, do uključivo 13. st. u 12 svezaka, te označava papu kao antikrista. Njegov teološki nauk o iskonskom grijehu (lat. peccatum originale) bio je radikalan i dosta kritiziran.
Najzrelije i najopsežnije mu je djelo "Ključ Svetog Pisma" (lat. Clavis Scripturae Sacrae seu de Sermone Sacrarum literarum, Strasbourg, 1567.), u kojem se potvrdio kao tvorac protestantske hermeneutike i hermeneutike uopće. To je zapravo enciklopedijski rječnik hebreizama, koji je postao temeljnim djelom protestantskog tumačenja Biblije, i u kojem je ustvrdio da je "povijest temelj poučavanja" (historia est fundamentum doctrinae).
Također izdaje Katalog svjedoka istine, koji su se do našeg doba suprotstavili papi (Catalogus testium veritatis, qui ante nostram aetatem reclamarunt Papae, Basel, 1556.). U tom djelu dokazuje da je reformacijske prigovore rimskoj crkvi već davno iznijelo oko 400 istaknutih kršćanskih pisaca, od Grgura I. do Tome Akvinskog, te ponovno izvodi zaključak "da je papa antikrist". 
"U Katalogu je Vlačić puno pažnje posvetio valdenzima, jer je u nauku Petra Valdesa i njegovih sljedbenika otkrio temeljne obrise kasnijih Lutherovih teza. Valdenzi su učili da je Sveto pismo jedini autoritet za vjerovanje i življenje, ono sadrži sve što je potrebno za vjeru i spasenje. Utemeljeni na Svetomu pismu, valdenzi su nauèavali samo sakramente krštenja i Gospodnje veèere, osporavali su Čistilište, papin primat, molitve svecima. Nauèavali su da je Krist jedini posrednik izmeðu Boga i ljudi, rimokatoličku su crkvu uspoređivali s poganskim Babilonom, a papu s Antikristom. Vjerovali su da je svakome dopušteno propovijedati Božju riječ."

## Djela
Nepotpun popis:
- De vocabulo fidei et aliis quibusdam vocabulis explicatio vera utilis, sumta ex fontibus Hebraicis, Wittenberg, 1549.
- De Jesu, nomine Christi sevatoris nostri proprio, Wittenberg, 1552.
- Magdeburške centurije, Basel, 1559. – 1574.
- Ključ svetoga pisma, Strasbourg, 1567.
- Clavis Scripturae Sacrae seu De sermone Sacrarum Litterarum, Basel, 1567.
- Glossa compendiaria in Novum Testamentum, Basel, 1570.

## Spomen
U Labinu se svakih pet godina održava međunarodni znanstveni skup o Matiji Vlačiću Iliriku. Od 17. do 19. rujna 2015. godine održan je 4. simpozij organiziran u suradnji s Leibniz institutom za europsku povijest iz Mainza.

## Vanjske poveznice
- Matija (Franković) Vlačić Ilirik  Arhivirana inačica izvorne stranice od 11. siječnja 2018. (Wayback Machine)
- Matthias Flacius Illyricus[neaktivna poveznica]
- Muzej Matije Vlačića Ilirika pristupio internacionalnoj mreži u povodu 500-te godišnjice protestantske reformacije